# 黄迪领
黄迪领（1950年8月—），广东潮州人，中华人民共和国政治人物。
2005年被评为全国劳动模范。担任广东省水电集团有限公司原董事长、党委书记，中国水利企业协会副会长，广东水电二局股份有限公司董事长。2015年7月28日，涉嫌严重违纪违法，接受组织调查。2016年7月5日，涉嫌受贿、行贿一案，经广东省人民检察院指定管辖，日前由广州市人民检察院依法向广州市中级人民法院提起公诉。